# Парэн, Наталья Георгиевна
Наталья Георгиевна Парэн (урожд. Челпанова; 31 марта 1897, Киев — 14 февраля 1958, Со, Сена) — художница, книжный график.

## Биография
Родилась в семье профессора Киевского университета Георгия Ивановича Челпанова, известного философа, логика и психолога. В 1907 г. он стал профессором Московского университета, и семья переехала в Москву. Здесь Наталья поступает в Строгановское училище, затем во ВХУТЕМАС, в мастерскую П. П. Кончаловского. Закончив ВХУТЕМАС в 1922 г., она преподаёт рисование в школе, при этом продолжает писать для себя, отражая в своих работах новую советскую реальность (пионеры, женщины периода нэпа, публичные собрания в агитпунктах). В 1925 г. в семье Кончаловских Наталья знакомится с Брисом Парэном, руководителем культурной миссии французского посольства, слушателем лекций по русскому языку в Школе восточных языков, где курс читала В. П. Кончаловская, сестра художника.
В 1926 г. Наталья и Брис поженились и уехали в Париж. Во Франции молодая художница рисует сцены повседневной жизни, которые ей, только что покинувшей Россию, кажутся необычными. Чета Парэн продолжает тесно общаться с русскими художниками — А. Экстер (она жила неподалёку, в Фонтене-о-Роз), Н. Гончаровой и М. Ларионовым и др.
Первой книгой, проиллюстрированной Парэн по заказу французских издателей, была «Моя кошка» («Mon chat», 1930) А. Бёкле, писателя русского происхождения, — замечательный пример эстетики конструктивизма в детской книге. Она вышла в издательстве «Галлимар» как одна из стартовых книг серии для детей, которой руководил Жак Шифрин. Толчком к созданию серии послужило посещение Гастоном Галлимаром и Брисом Парэном выставки «Детская книга в СССР» в апреле 1929 г. Именно впечатления от работ советских художников — Ушаковой, Сименовича, Дейнеки, Лебедева, Конашевича, Арапова, Глущенко — во многом определили дальнейшее развитие детской книги во Франции и значительную роль русских художников в этом процессе.
После успеха первой своей книги Парэн получила предложение от известного издателя и педагога Поля Фоше создать рисунки для шестнадцати книг серии «Albums du Père Castor» («Альбомы папаши Бобра») издательства «Фламмарион». Над данной серией она работала до 1941 г., продолжая блестяще использовать усовершенствованные методы русского авангарда. Эти альбомы стали классикой детской французской литературы. Некоторые из них были переизданы, однако бо́льшая часть никогда с тех пор не переиздавалась и представляет сегодня коллекционный интерес.
В рамках серии «Альбомы папаши Бобра» Парэн иллюстрирует в 1932 г. книгу «Баба-Яга» («Baba Yaga») в обработке Н. Тэффи, которая выходит на французском («Фламмарион») и русском языках (в «YMCA-Press», возглавлявшемся в ту пору Н. А. Бердяевым, другом её отца ещё с московских времён). Затем выходят «Каштанка» («Châtaigne») А. П. Чехова (1934), переведённая на французский язык Брисом Парэном, и несколько рассказов из «Четырёх книг для чтения» («Histoires variées») Л. Н. Толстого (1936).
Иллюстрации для «Каштанки» и «Бабы-Яги» радикально отличаются от известных работ Д. Кардовского и И. Билибина. Лаконичный стиль Парэн лучше всего соотносится с эстетикой советской иллюстрации, в частности с работами В. Лебедева. Посредством игры, творческого монтажа художница приглашает детей к размышлению. В стилистическом плане геометричность форм, кубистские мотивы, игры с вырезанием и склеиванием плоскостных элементов напрямую вытекают из русского авангарда, в особенности из работ К. Малевича.
В 1937 г. художница взялась за новый проект Галлимара: «Les contes du сhat perché» («Сказки кота Мурлыки») Марселя Эме. Первоначально над проектом работал Н. Альтман, однако в 1935 г. он решил вернуться на родину. После Альтмана эти сказки оформляла М. Пари, но с 1937 г. их главным иллюстратором становится Парэн. Вскоре М. Эме написал ей: «Дорогая Натали, я Вам очень благодарен — больше, чем Вы думаете! Я не могу теперь писать новой сказки кота Мурлыки, не думая о Ваших рисунках, так что теперь Вы ответственны и за текст, и за иллюстрации». Над сказками Эме художница работала на родине мужа, в деревне Вердело. Мир Вердело отображён в иллюстрациях почти документально. Вероятно, именно этим объясняется определённое смягчение её стиля: напряжение в рисунках ослабевает, в них теперь больше бытовых подробностей, богаче игра цвета (карандаш и тушь сменяет акварель), а графические приёмы всё более тяготеют к традиционным.
В этот период, вдохновлённая пейзажами Сены и Марны, Парэн посвящает себя живописи и литографии. В 1938 г. она выставляет свои гуаши и рисунки в «Картинной галерее» («Galerie Pittoresque»), а в 1942 г. проходит её персональная выставка в «Галерее аббатства» («Galerie de l’Abbaye»). Участвовала Парэн и в групповых выставках, и в выставке Парижского союза женщин — художниц и скульпторов.
В 1941 г. Натали Парэн получила Премию Столетия Французской Академии художеств, в 1944 г. — премию Академии изящных искусств.
Библиографической редкостью стал оформленный ею двухтомник «Басен» («Fables») Лафонтена (1946). Всего художница создала более сорока богато иллюстрированных книг, являющих собой замечательный пример авангардной книжной графики. Несмотря на то что Парэн работала в Париже, её творчество неразрывно связано с советской традицией книжной иллюстрации.
Скончалась художница в 1958 г. в местечке Со под Парижем и была похоронена в Вердело в семейном склепе Парэнов. Брис Парэн, француз со славянской душой, как говорили о нём те, кто знал его близко, дожил до 1971 г.
Первая выставка Натали Парэн в Москве состоялась в октябре 1993 г. — в Российской государственной детской библиотеке. Здесь были представлены оригиналы её работ 1909—1944 гг., а также книги из собрания её дочери.

## Книги, оформленные Натальей Парэн во Франции[5]
- Beucler, A., Parain, N. Mon chat. — Paris: Gallimard, 1930.
- Баба-Яга: Народная сказка / текст обработан Н. А. Тэффи; рисунки Н. Парэн. — Paris: YMCA-Press, 1932.
- François-Primo, J. Frigoulet au pays des chiff res / dessins de Nathalie Parain. — Paris: Éditions Excelsior, 1933.
- Čehov, A. P. Châtaigne / [dans la traduction de Denis Roche]; illustration de Nathalie Parain. — Paris: Gallimard, 1934.
- Tolstoj, L. N. Histoires variées / traduites par Ch. Salomon; images de Nathalie Parain. — Paris: Gallimard, 1936.
- La Fontaine, J. Fables / aquarelles de Nathalie Parain. — Paris: La Bonne compagnie, 1946.
- Van Erck, A. La messe du peuple, prières et chants / dessins de Nathalie Parain. — Paris: Éditions nouvelles, 1946.
- Péguy, Ch. Cinq prières dans la cathédrale de Chartres / avec des vignettes de Nathalie Parain. — Paris: Gallimard, 1947.
- Péguy, Ch. Sainte Geneviève: Dix poèmes / et 36 images de Nathalie Parain. — Paris: Gallimard,1951.
- Péguy, Ch. Jeanne d’Arc: Cinq poèmes / illustrations de Nathalie Parain. — Paris: Gallimard, 1952.
- Oléon, M. Mon jardin en liberté, lectures pour le cours élémentaire / illustrations de Nathalie Parain. — Paris: Société universitaire d’éditions et de librairie, 1953.
- Péguy, Ch. Ève, première mortelle / et 33 images de Nathalie Parain. — Paris: Gallimard, 1954.
- Aymé, M. Autres contes du сhat perché: Cinq contes: Les vaches. La patte du chat. Les cygnes. Les boites de peinture. Les boeufs / illustrations de Nathalie Parain. — [Paris]: Gallimard, [1958].
- Серия «Albums du Père Castor»
- Mes masques / compositions de Nathalie Parain. — Paris: Flammarion, 1931. — (Albums du Père Castor).
- Je découpe / compositions de Nathalie Parain. — Paris: Flammarion, 1931. — (Albums du Père Castor).
- Ribambelles/ images découpées de Nathalie Parain. — Paris: Flammarion, 1932. — (Albums du Père Castor).
- Ronds et carrés / compositions de Nathalie Parain. — Paris: Flammarion, 1932. — (Albums du Père Castor).
- Crayons et ciseaux / compositions de Nathalie Parain. — Paris: Flammarion, 1932. — (Albums du Père Castor).
- Celli, R. Baba Yaga / dessins de Nathalie Parain. — Paris: Flammarion, 1932. — (Albums du Père Castor).
- Celli, R. Album magique / images de N. Parain et H. Guertik. — Paris: Flammarion,1932. — (Albums du Père Castor).
- Celli, R. Les jeux en images / images de Nathalie Parain. — Paris: Flammarion, 1933. — (Albums du Père Castor).
- Masques de la jungle / composition de Nathalie Parain. — Paris: Flammarion, 1933. — (Albums du Père Castor).
- Allons vite / compositions de Nathalie Parain. — Paris: Flammarion, 1933. — (Albums du Père Castor).
- Bonjour bonsoir / images de Nathalie Parain. — Paris: Flammarion, 1934. — (Albums du Père Castor).
- Faites votre marché / images de Nathalie Parain. — Paris: Flammarion, 1935. — (Albums du Père Castor).
- Jeux des cris et des bruits / images de Nathalie Parain. — Paris: Flammarion, 1939. — (Albums du Père Castor).
- Alençon, May d’. Le beau chardon d’Ali Boron / images de Nathalie Parain. — Paris: Flammarion, 1940. — (Albums du Père Castor).
- Loto en images / images de Nathalie Parain. — Paris: Flammarion, 1940. — (Albums du Père Castor).
- Colmont M. Noix de coco et son ami / images de Nathalie Parain. — Paris: Flammarion, 1952. — (Albums du PèreCastor).
- Серия «Albums du gai savoir»
- Aymé, M. Un conte du chat perché: Les boeufs / images de Nathalie Parain. — [Paris]: Gallimard, 1934. — (Albums du gai savoir).
- Aymé, M. Un conte du chat perché: Le loup / images de Nathalie Parain. — [Paris]: Gallimard, 1934. — (Albums du gai savoir).
- Aymé, M. Un conte du chat perché: Le chien / images de Nathalie Parain. — [Paris]: Gallimard, 1934. — (Albums du gai savoir).
- Aymé, M. Un conte du chat perché: Le canard et la panthère / images de Nathalie Parain. — [Paris]: Gallimard, 1937. — (Albums du gai savoir).
- Aymé, M. Un conte du chat perché: Le cerf et le chien / images de Nathalie Parain. — [Paris]: Gallimard, 1938. — (Albums du gai savoir).
- Aymé, M. Un conte du chat perché: Le paon / images de Nathalie Parain. — [Paris]: Gallimard, 1938. — (Albums du gai savoir).
- Aymé, M. Un conte du chat perché: Les cygnes / images de Nathalie Parain. — [Paris]: Gallimard, 1939. — (Albums du gai savoir).
- Aymé, M. Un conte du chat perché: Le mouton / images de Nathalie Parain. — [Paris]: Gallimard, 1940. — (Albums du gai savoir).
- Aymé, M. Un conte du chat perché: Les boîtes de peinture / images de Nathalie Parain. — [Paris]: Gallimard, 1941. — (Albums du gai savoir).
- Aymé, M. Un conte du chat perché: Les vaches / images de Nathalie Parain. — [Paris]: Gallimard, 1942. — (Albums du gai savoir).
- Aymé, M. Un conte du chat perché: La buse et le cochon / images de Nathalie Parain. — [Paris]: Gallimard, 1943. — (Albums du gai savoir).
- Aymé, M. Un conte du chat perché: La patte du chat / images de Nathalie Parain. — [Paris]: Gallimard, 1944. — (Albums du gai savoir).
- Aymé, M. Un conte du chat perché: Le problème / images de Nathalie Parain. — [Paris]: Gallimard, 1946. — (Albums du gai savoir).
- Aymé, M. Un conte du chat perché: Les chiens / images de Nathalie Parain. — [Paris]: Gallimard, 1948. — (Albums du gai savoir).